# Echt Antwaarps Teater
Het Echt Antwaarps Teater (EAT) is een toneelgezelschap in de stad Antwerpen, opgericht in 1981 door Ruud De Ridder en Guy Coremans, Gerda Verhelst, Jane Peter en Ivo Pauwels. Het gezelschap speelde in zijn eigen theater in de Arenbergstraat. EAT bracht voornamelijk komedies.
Toen De Ridder voor een wedstrijd van Yvonne Lex het stuk Wat doen we met Bompa schreef, was de belangstelling voor het stuk klein, daarop nam Ruud het initiatief om een eigen groep te vormen: het Echt Antwaarps Teater. Hij speelde zijn Bompa-stuk zelf en het werd met Luc Philips als "Bompa" een groot succes. Er volgden 150 opvoeringen en EAT was gelanceerd. De theaterstukken rond Bompa kregen later een vervolg als televisieserie.
Het Echt Antwaarps Teater werd een begrip. Van de stichters bleef bij de stopzetting in 2020 enkel Ruud De Ridder over. 
In 2023 maakt Echt Antwaarps Teater een comeback onder Paljas Theaterproducties 

## Stukken
Een onvolledig overzicht:
| Jaartal | Titel |
| ------- | --- |
| 1982    | Als ik de lotto win!!! |
| 1983    | In den aap gelogeerd |
| 1984    | Mijne schoonzoon is nen Hollander |
| 1985    | Wat doen we met Bompa? |
| 1986    | Show in den Bungalow Onzen Bompa is aan 't vrijen |
| 1987    | Mijne maat staat op straat Vijgen na Kerstmis |
| 1988    | Showtime Bompa 3 |
| 1989    | Mijne Gebuur heeft het Zuur Gerard de Clochard |
| 1990    | Drie mannen onder 1 dak Nodig een kerstman uit Met pensioen niet te doen |
| 1991    | Mijn vrouw zit op Kreta Nieuwjaarke boete De Mon komt uit het prison |
| 1992    | Frans de facteur is ne charmeur Met twee op 1 kamer Hola Paula Daar komen vodden van Nog zo één en 't is Nieuwjaar |
| 1993    | Ik zie het niet meer zitten Help ik ben zwanger Beeld maar geen klank Binnen zonder bellen Baksteen in de maag |
| 1994    | Josee, Josfien en Joske Bingo (25ste stuk) Dokter Hekel en Mister Spijt Drie mannen in Tirol |
| 1995    | Ruud De Ridder Revue Ma, pa en de bruid En toen was er kalkoen Ik kick op mijn schoonzuster ' |
| 1996    | Sateekens met peekens Buren-baby (Bingo 2) Met de deur in huis Onze pa heeft een lief |
| 1997    | Van dien boer geen eieren Den huisbaas is ne zot' |
| 1998    | Mijn ex is een heks Ik slaap terug bij ons vader Kerstmis Provençal (Bingo 3) Feesten gelijk de beesten |
| 1999    | Het jaar 2000, nee bedankt Heur boeleke heeft mijn smoeleke Meer dan goeie vrienden Daar bij die molen Die van ons |
| 2000    | Mijn stoppen slagen door De kazakkendraaiers |
| 2001    | Showgrieten Buffalo Bol en Klammige Jane 'k Zit met de gebakken peren Zot zijn doet niet zeer Ambras onder de kerstboom                                                                                                  |
| 2002    | Voor en euro meugde mijn muzeke eens zien Tijgers en leeuwen Macho! Vaderliefde (Thriller) 'k Zet er mijn tanden in Onkruid vergaat wel                                                                                  |
| 2003    | Nie warm, nie willen Frikadellenkoek met kriekskens Antwerpen X 'k Heb ze niet alle zes Alarm in mijnen darm Ons moeder mag het nie weten Baas boven baas                                                                |
| 2004    | Mijn bruur is nen bv In eer en geweten Beest van ne vent Het verhaal van hem en haar Liever tellen dan snottebellen |
| 2005    | Nen blok aan mijn been Kerstballen en wintertenen Wraak Twee druppels water Amaai mijne rug Verwekt onder de kerstboom Mijn madam is ne kloon                                                                            |
| 2006    | Kontente venten Blij met een dooi muis Mijn paasei staat op springen Efkens in de pan als 't kan God en Klein Piereke |
| 2007    | Den dubbele sloef Blind vertrouwen Boem patat! Ene pot nat Mijn Poolse kuisvrouw |
| 2008    | In shock Madame claxon De Hoboken vijf Het zwart schaap |
| 2009    | Zij heeft een kat en ik nen hond Burn-Out Hotel Mama De vrouwendief |
| 2010    | Ons vader is een karstekind Willy de weldoener De pipo's Zot van mijn eigen Mijn schoonouders den boom in |
| 2011    | De rotten appel Drie mannen onder één dak, 20 jaar later De Fred ligt in mijn bed Mijn zuster hangt in de luster Smossen in de sneeuw                                                                                    |
| 2012    | Curnieuzeneuzemosterdpot Die van mij snurkt |
| 2013    | We zijn gezien in kamer 13 Oren gelijk talloren 'k Heb het aan mijne rekker 't vuil blad Van teen komt tander Kerstmis met Jacob Kopfershmidt Ons Kato is gene cado                                                      |
| 2014    | Maurice en Alice Pastis Den dikke nek 'k Spring van de goesting Mijne Pol is ne lookbol Karnaval in de kerststal |
| 2015    | Louis nostalgie Zijne kleine is de mijne Anny, Danny, Fanny, Stanny Versieren met vieren |
| 2016    | Mijne schat is ribbedebie Zij en ik da geeft ne kick Ik werk met mijn ellebogen Mijnen os is nen ezel Twee broers en nen halve                                                                                           |
| 2017    | Heur huis is onzen thuis Ik wil maar ik kan nie Kerstmis bij Jef en Wis |
| 2018    | Stank voor dank Ik ben in m'n gat gebeten Een surpries in mijn valies Café René Ne kerstdinee en iedereen fret mee De Jos is gejost                                                                                      |
| 2019    | Kangoeroe met ons va en ons moe Tomatte Cravatte Een nieuwjaarskind van ne vriend Wie zal het zeggen? Ik zeker niet! Vader appelspijs en moeder babbelutte Op ons knie voor ons Marie Slecht te been, we kruipen bijeen! |

Ruud De Ridder schreef meer dan 150 stukken voor het EAT.